# Villeneuve-en-Retz
Villeneuve-en-Retz (bretonisch: Kernevez-Raez) ist eine französische Gemeinde mit 5.004 Einwohnern (Stand: 1. Januar 2022) im Département Loire-Atlantique in der Region Pays de la Loire. Sie gehört zum Arrondissement Saint-Nazaire und zum Kanton Machecoul-Saint-Même. Die Einwohner werden Villeneuretziens und Villeneuretziennes genannt.
Die Gemeinde wurde mit Wirkung vom 1. Januar 2016 als Commune nouvelle durch die Zusammenlegung der ehemaligen Gemeinden Bourgneuf-en-Retz und Fresnay-en-Retz gebildet.

## Geographie
Villeneuve-en-Retz liegt etwa 33 Kilometer südwestlich von Nantes in der Landschaft Pays de Retz an der Grenze zum Pays Nantais nahe der Atlantikküste. Hier wird Wein im Anbaugebiet Gros Plant du Pays Nantais produziert. Umgeben wird Villeneuve-en-Retz von den Nachbargemeinden Pornic im Nordwesten und Norden, Saint-Hilaire-de-Chaléons im Norden, Sainte-Pazanne im Norden und Nordosten, Saint-Même-le-Tenu im Osten, Machecoul im Südosten und Süden, Bois-de-Céné im Süden, Bouin im Südwesten und Westen sowie Les Moutiers-en-Retz im Westen.

## Sehenswürdigkeiten

### In Bourgneuf-en-Retz
- Megalith
- Kirche Notre-Dame de Bon-Port, wiedererrichtet im 19. Jahrhundert
- neogotische Kirche in Saint-Cyr-en-Retz aus dem 19. Jahrhundert
- Museum des Pays de Retz
- Der Hafen in Port du Collet
- Burg Le Collet aus dem 12. Jahrhundert
- Mühle L’Arzelier
- Herrenhaus von Noë-Briord, 1888 rekonstruiert

### In Fresnay-en-Retz
- Kirche Notre-Dame aus dem 17. Jahrhundert
- Schloss La Salle

## Persönlichkeiten
- François de La Noue (1531–1591), Hugenottenführer, Herr über Noë-Briord